# اد پوزنر
ادوارد چارلز «اد» پوزنر (به انگلیسی: Edward Charles "Ed" Posner ، تولد ۱۰ اوت ۱۹۳۳– وفات ۱۵ ژوئن ۱۹۹۳) یک پژوهشگر نظریه اطلاعات و شبکه‌های عصبی آمریکایی، تکنسین ارشد آزمایشگاه پیشرانه جت (جی‌پی‌ال) و مؤسس کنفرانس سیستم‌های پردازش اطلاعات عصبی (ان‌آی‌پی‌اس) بود.

## تحصیلات و شغل
پوزنر در ۱۰ اوت ۱۹۳۳ در بروکلین بدنیا آمد و در سال ۱۹۵۰ از دبیرستان استایوسنت فارغ‌التحصیل شد. در استایوسنت، یکی از دوستان نزدیک او پل کوهن ریاضیدان بود. وی فقط در طی دو سال تحصیلات خود را در مقطع کارشناسی فیزیک در دانشگاه شیکاگو به پایان رساند و در سال ۱۹۵۲ فارغ‌التحصیل شد و پس از آن به ریاضیات تغییر رشته داد و مدرک کارشناسی ارشد خود را در سال ۱۹۵۳ و دکترا را در ۱۹۵۷ دریافت کرد. در زمان یک دانشجویی، وی همچنین به آزمایشگاه‌های بل مراجعه می‌کرد، و بعداً ادعا کرد که در آنجا، میزی که قبلاً در اختیار هری نیکویست بوده‌است، به وی اختصاص یافته بود. پایان‌نامه دکتری وی، با نظارت ایروینگ کپلانسکی، در زمینه نظریه حلقه و دارای عنوان حلقه‌های مشتق‌پذیر-ساده بود. این پایان‌نامه، با تنها ۲۶ صفحه طول، رکورد کوتاهترین پایان‌نامه دکترا را در دانشگاه حفظ کرد.
وی پس از اتمام تحصیلات، به عنوان مربی ریاضیات در دانشگاه ویسکانسین و سپس استادیار ریاضیات در کالج هاروی ماد استخدام شد. در سال ۱۹۶۱، سلیمان دبلیو گلوبم او را برای هدایت گروه پردازش اطلاعات در جی‌پی‌ال استخدام کرد. او این گروه را به مدت ۱۰ سال رهبری کرد و در ادامه، پس از به عهده گرفتن دنباله‌ای از سمت‌ها در سطوح مدیریتی بالاتر، در سال ۱۹۸۲ مدیر فنی دفتر ارتباطات و کسب اطلاعات جی‌پی‌ال  شد. از سال سال ۱۹۷۰، وی همچنین مدرس گروه‌های ریاضیات کاربردی و مهندسی برق انستیتوی فناوری کالیفرنیا (کالتک) بود.
در ۱۵ ژوئن ۱۹۹۳ وی هنگام رفتن به محل کار با دوچرخه، بر اثر تصادف با کامیون، درگذشت.

## دستاوردها
در نظریه حلقه، قضیه پوزنر به افتخار وی نامگذاری شده‌است و بیان می‌کند که برخی از حاصل‌ضرب‌های تانسوری جبرها با میدان‌های کسری از مراکز آنها جبرهای ساده مرکزی هستند.
تحقیقات پوزنر در نظریه اطلاعات و نظریه کدگذاری در طراحی شبکه فضایی دوردست ناسا، برای ارتباطات فضاپیما و ایستگاه‌های پایه آنها در زمین مورد استفاده قرار گرفت. او همچنین شبکه‌های مخابراتی و تلفن‌خانه تلفن همراه را مورد مطالعه قرار داد و طرفدار پژوهش بنیادی در برنامه فضایی ایالات متحده بود.
با شروع اوایل دهه ۱۹۸۰، پوزنر مطالعه شبکه‌های عصبی را در جی‌پی‌ال و کالتک بنیان نهاد و به ایجاد برنامه تحصیلات تکمیلی میان رشته‌ای در محاسبات و سیستم‌های عصبی در کالتک کمک کرد. وی همچنین به پایه‌گذاری کنفرانس سیستم‌های پردازش اطلاعات عصبی کمک کرد، رئیس کل اولین کنفرانس در سال ۱۹۸۷ بود و ریاست بدنه نظارتی کنفرانس، بنیاد ان‌آی‌پی‌اس، را بر عهده داشت.

## واژه‌نامه
1. ↑  Solomon W. Golomb
2. ↑  JPL's Office of Telecommunications and Data Acquisition
3. ↑  Tensor products of algebras
4. ↑  Fields of fractions